# Arlington (Washington)
Arlington az Amerikai Egyesült Államok északnyugati részén, Washington állam Snohomish megyéjében elhelyezkedő város. A 2010. évi népszámlálási adatok alapján 17 926 lakosa van.

## Története

### Megalapítása
A térség első lakosai a stillaguamish és sauk indiánok voltak, akik a Stillaguamish folyó mentén (a mai Arlington területén) fekvő Skabalko településen éltek. A mai Trafton helyén Chuck-Kol-Che terült el.
Az 1851-ben megérkező Samuel Hancock befektető az őslakosok vezetésével kenuról tekintette meg a környéket. A Point Elliott-i egyezmény 1855-ös aláírásával az indiánokat a Tulalip rezervátumba telepítették, ekkor a területen a fehérek fakitermelésbe kezdtek.
A hadsereg Fort Steilacoom és Fort Bellingham között utat épített. Az 1880-as években a karavánok számára további utak épültek, így egyre több vállalkozó érkezett a térségbe. Az első üzletet 1888-ban nyitotta meg Nels K. Tvete és Nils C. Johnson; ezt később a favágókat kiszolgáló szálló követte.
Annak reményében, hogy a Seattle, Lake Shore & Eastern Railroad vasútvonala erre fog haladni, két települést is létesítettek. Granville O. Haller ezredes fia, G. Morris Haller 1883-ban megalapította Haller Cityt. A vasúttársaság állomását az új helységtől délre, egy magasabban fekvő területen építette fel. 1890. március 15-én Earl és McLeod befektetők a megálló mellett megalapították Arlingtont, amelyet Henry Bennetről, Arlington első grófjáról (II. Károly angol király kabinetjének tagja) neveztek el. A hivatalos jegyzékekbe mindkét település 1890-ben került be, így rivalizáció alakult ki közöttük.
1893-ban a két településen összesen ötszázan éltek, és fő bevételi forrásuk a mezőgazdaság és a zsindelygyártás volt; saját iskolájuk és postájuk volt, emellett mindkét helységben működtek üzletek, szállók, szalonok, templomok és közösségi létesítmények. 1891-ben kettő telepes igényt tartott a két helység közötti 16 hektáros területre, így azok nem tudták bekebelezni egymást. Az 1890-es évek végén a befektetők és kereskedők Arlingtont létesítették előnyben, így Haller City hanyatlásnak indult. Ma Haller City nevét egy park és egy iskola viseli.

### Városi rang
Arlington az 1903. május 5-ei szavazást követően május 20-án kapott városi rangot. Az első polgármestere John M. Smith gyártulajdonos lett. A következő néhány évben megnyílt a város bankja, tejüzeme, első parkja, könyvtára, valamint elérhetővé vált az elektromos áram és a telefonszolgáltatás is.
A huszadik század elején a város gazdaság a faiparon és a mezőgazdaságon alapult. Az első világháborút követően műhelyek és más gyáregységek is nyíltak. Az 1930-as években az üzemek többsége bezárt, így a térségben megnőtt a munkanélküliség. A szövetségi kormány által indított programban fiatal, munkanélküli férfiakat alkalmaztak, akik építkezéseken vettek részt és a Baker-hegyi Nemzeti Park tűzvédelméért feleltek. Arlington járdái, középiskolája és repülőtere a Works Progress Administration és a Civil Works Administration támogatásával készültek el.
1943-ban a városi repülőteret a hadsereg támaszpontjává alakították át, melyhez új futópályák és hangárak létesültek. 1946-tól engedélyezték a polgári szolgálat és a kereskedelem jelenlétét, 1959-ben pedig az önkormányzat visszakapta a létesítményt.
1959. október 19-én egy Boeing 707-es tesztrepülése során a Stillaguamish folyó északi ágánál lezuhant; a nyolcfős személyzet négy tagja elhunyt. A holland orsót követően három hajtómű leállt, a negyedik pedig lángra kapott; ezt követően kényszerleszállást hajtottak végre.

### 21. század
A város közúti elérhetőségének javításával további lakosok érkeztek. Az 1980-as és 1990-es években kezdődő fejlesztésekkel 2007-re a lakosságszám 450%-kal nőtt. 1999-ben a szomszédos Marysville-lel zajló vitás esetet lezárva Arlingtonhoz csatolták Smokey Point-ot. Az ipari park megnyitásával 2003-ra a munkahelyek száma tizenegyezerre nőtt.
2003-ban Arlington fennállásának századik évét ünnepelte. Ekkor adták át a középiskola új épületét, a régi iskola diákjainak pedig találkozót szerveztek. 2007-ben az Olympic Avenue mentén javították a járdát és a közvilágítást, valamint növelték a fák számát, ezzel a sugárút a helyiek kedvelt találkozóhelyévé vált.
2014. március 22-én az Oso közelében történt földcsuszamlás során 43-an meghaltak és 50 épület megsemmisült. A segítségnyújtásban betöltött szerepéért Arlington városát Barack Obama elnök áprilisban kitüntette.
A 2010-es évek elején nyugdíjasotthonok kialakításába kezdtek. 2019-ben a Puget Sound-i Regionális Tanács új ipari parkot alapított.

## Éghajlat
A város éghajlata mediterrán (a Köppen-skála szerint Csb).
| Hónap                         | Jan.  | Feb.  | Már.  | Ápr. | Máj. | Jún. | Júl. | Aug. | Szep. | Okt. | Nov.  | Dec.  | Év    |
| ----------------------------- | ----- | ----- | ----- | ---- | ---- | ---- | ---- | ---- | ----- | ---- | ----- | ----- | ----- |
| Rekord max. hőmérséklet (°C)  | 22,2  | 23,3  | 27,8  | 31,1 | 33,9 | 36,7 | 33,9 | 34,4 | 31,7  | 28,3 | 22,8  | 18,9  | 36,7  |
| Átlagos max. hőmérséklet (°C) | 8,9   | 10,6  | 12,8  | 15,6 | 18,3 | 21,1 | 23,9 | 23,9 | 21,1  | 16,1 | 11,1  | 7,8   | 16,0  |
| Átlagos min. hőmérséklet (°C) | 1,7   | 1,1   | 2,8   | 5,0  | 7,8  | 10,6 | 12,2 | 12,2 | 9,4   | 5,6  | 3,3   | 0,6   | 6,1   |
| Rekord min. hőmérséklet (°C)  | −18,0 | −18,0 | −12,2 | −5,0 | −3,9 | 2,2  | 2,8  | 3,3  | −0,6  | −5,6 | −18,0 | −18,0 | −18,0 |
| Átl. csapadékmennyiség (mm)   | 130   | 81    | 94    | 76   | 70   | 58   | 30   | 29   | 50    | 91   | 141   | 131   | 981   |
| Forrás: The Weather Channel   |       |       |       |      |      |      |      |      |       |      |       |       |       |

## Népesség
A 2010-es népszámláláskor a városnak 17 926 lakója, 6563 háztartása és 4520 családja volt. A népsűrűség 712,2 fő/km2. A lakóegységek száma 6929, sűrűségük 275,3 db/km2. A lakosok 85,6%-a fehér, 1,2%-a afroamerikai, 1,4%-a indián, 3,3%-a ázsiai, 0,3%-a a Csendes-óceáni szigetekről származik, 3,9%-a egyéb, 4,2%-a pedig kettő vagy több etnikumú. A spanyol vagy latino származásúak aránya 9,5% (   )
A háztartások 40,3%-ában élt 18 évnél fiatalabb. 50,7% házas, 12,6% egyedülálló nő, 5,6% egyedülálló férfi, 31,1% pedig nem család. 24% egyedül élt; 10,2%-uk 65 éves vagy idősebb. Egy háztartásban átlagosan 2,7 személy élt; a családok átlagmérete 3,21 fő.
A medián életkor 34,3 év volt. A város lakóinak 28,3%-a 18 évesnél fiatalabb, 8,7% 18 és 24 év közötti, 29,2%-uk 25 és 44 év közötti, 22,4%-uk 45 és 64 év közötti, 11,3%-uk pedig 65 éves vagy idősebb. A lakosok 48,6%-a férfi, 51,4%-a pedig nő.

## Gazdaság
2015-ben a városban 9481 aktív korú lakos élt. Az átlagos ingázási idő harminc perc; 85% saját járművel, 7% telekocsival, míg 2% tömegközlekedéssel jutott el munkahelyére. A lakók 12%-a Arlingtonban, 17%-a Everettben, 9%-a Seattle-ben, 8%-a Marysville-ben, 3%-a Bellevue-ban, 2%-a Rentonban, míg 49%-a más településeken dolgozik. A legnagyobb foglalkoztatók az oktatás és egészségügy (19%), a gyártóipar (18%), a kereskedelem (11%), valamint az éttermek (10%).
Arlington gazdasága kezdetben a faiparon alapult; a zsindelygyár a nagy gazdasági világválság idején zárt be. Helyben a települést a „Világ zsindelyfővárosaként” ismerték, azonban Everettben és Ballardban többet állítottak elő. A huszadik század elején a Stillaguamish folyó mentén farmok és tejcsarnokok létesültek. Az 1910-es évek elején egy üzemben sűrített tejet állítottak elő, azonban a gyárat a második világháborút követően Mount Vernonba költöztették.
Az 1980-as évektől jelentőssé vált a szolgáltatóipar; a Boeing seattle-i gyára és a haditengerészet everetti támaszpontja közelségének köszönhetően Arlington megnyitotta saját repülőterét, ahol többségében a Boeing alvállalkozói kínálnak munkahelyeket. 2012-ben a 130 vállalkozás 590 személyt foglalkoztatott; gazdasági összteljesítményük 94,5 millió dollár volt.

## Közigazgatás
A polgármestert és a képviselőtestület hét tagját négy évre választják. A napi működési feladatok ellátásra adminisztrációs munkatársat alkalmaznak.
Az önkormányzat 2016-ban 128 embert alkalmazott, költségvetése pedig ötvenmillió dollár volt. Egy 2016-os szavazást követően 2017-től a pénzügyi elszámolás félévente történik.
Arlington lett volna a megye korrupciós ügyei miatt létrejövő Freedom megye székhelye, azonban a kiválást az állami hatóságok nem engedélyezték. A térség hajléktalanválsága miatt a város megemelte a szociális munkások számát.

## Kultúra
Egy 2007-es rendelet értelmében a város költségvetésének egy százalékát új műalkotások felállítására kell fordítani. A 2004-ben alapított művészeti tanács harminc szobrot és freskót tart nyilván. Az Arlingtoni Középiskola területén fekvő Byrnes Performing Arts Center 2007-ben nyílt meg. A Pilchuck üvegművészeti iskolát 1971-ben alapították a Dale Chihuly vezette üvegfúvók.
A Legion Parkban 2008 óta minden évben művészeti kiállítást tartanak. A városi repülőtér légi bemutatója kezdetben a függetlenség napjához kapcsolódott, azonban időpontját később augusztusra helyezték át. Az 1960 óta megrendezett eseményen 1600 repülőgép vesz részt és ötvenezer látogatót vonz.
A belvárosi kereskedelmi egyesület júniusban autóbemutatót, júliusban kirakodóvásárt, októberben pedig egy viking tematikájú rendezvénysorozatot tart. A Legion Park termelői piaca a június és szeptember közötti hétvégéken tart nyitva. A stillaguamish indiánok augusztusban tradicionális eseményt rendeznek.

## Parkok
A város 17 parkja több mint 100 hektárt foglal el. A tankerület 24 hektáron sportpályákat és játszótereket tart fenn.
Az Arlington keleti részén fekvő, 61 hektárt elfoglaló County Charm Park and Conservation Areát 2010-ben vásárolták meg a Graafstra családtól. A húsz hektáros Twin Rivers Park tulajdonosa a megye, de a város tartja üzemben.
A Portage Creek Tájvédelmi Körzetet az 1990-es és 2000-es években alakították ki egy tejcsarnok helyén.
A városban és a térségben számos gyalogos és kerékpáros útvonal húzódik.

## Oktatás
Az Arlingtoni Tankerületnek a 2018–2019-es tanévben 5829 diákja, 301 tanára és 167 egyéb alkalmazottja volt. A 2000-es években egy 54 millió dolláros befektetés keretében az elavult intézmények helyett négy új iskolát adtak át. Smokey Point városrész diákjai a Lakewoodi Tankerület intézményeibe járnak.
A Sno-Isle Libraries tulajdonában lévő városi könyvtár 1981-ben nyílt meg; gyűjteményében több mint 54 ezer elem található. Smokey Point fiókkönyvtárát 2018 januárjában adták át.

## Infrastruktúra

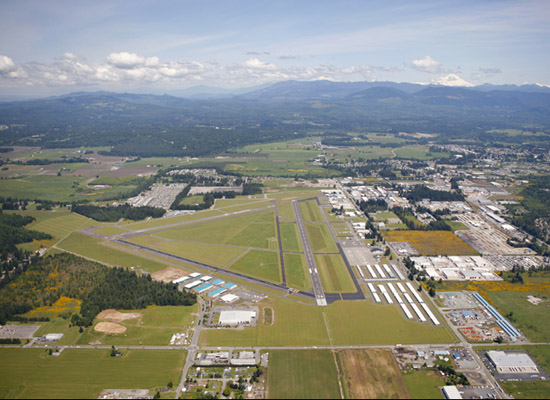
A városi repülőtér látképe

### Egészségügy
A 48 ágyas, 1909-ben alapított Cascade Valley Hospitalt 2016 óta a Snohomish Public Hospital District működteti.

### Közlekedés
A város közúton a WA-9-en és a WA-530-on közelíthető meg.
Arlington tömegközlekedését a Community Transit biztosítja, amely többek között Marysville és Everett, csúcsidőben pedig Darrington felé közlekedtet járatokat. A vállalat a belvárosban egy P+R parkolót is fenntart.
A BNSF által üzemeltetett, 6,9 kilométer hosszú vasútvonal Arlington és Marysville között halad. A vállalat két, a repülőtérhez közlekedő járat indítását tervezi.
Az Arlingtoni városi repülőtér kereskedelmi járatokat nem indít. A repülőtéren 475 légi járművet (köztük helikoptereket és siklórepülőket) tárolnak. A létesítmény 130 vállalkozásának negyede végez a légi iparhoz köthető tevékenységet. Az 1990-es években a Seattle–Tacoma nemzetközi repülőtér tehermentesítésének érdekében egyes járatokat ide irányítottak volna át, azonban ehelyett megépítették a harmadik futópályát.

### Közművek
Az elektromos áramot a megyei közműszolgáltató, a földgázt pedig a Cascade Natural Gas és a Puget Sound Energy biztosítja. Telekommunikációs szolgáltatásokat a Comcast, a Frontier Communications és a Wave Broadband nyújt.
Az ivóvizet a város a Haller Parkban és a repülőtér közelében található kutakból, valamint a megyei közműszolgáltatótól vásárolt, a Spada-víztározóból származó forrásokból biztosítja. A 66 négyzetkilométeres szolgáltatási körzetben 5548-an élnek. Smokey Point városrész ivóvizét Marysville biztosítja.
A megtisztított szennyvizet a Stillaguamish folyóba juttatják. A hulladékszállításért a Waste Management felel; a hulladékudvarokat Snohomish megye és a Republic Services üzemelteti.

## Média
A The Arlington Times napilap 1890 óta jelenik meg. Az újság 1964 óta a The Marysville Globe, 2007 óta pedig a Sound Publishing tulajdona. A városban a KOMO-TV, KING-TV, KIRO-TV és KCPQ-TV televíziócsatornák érhetőek el.
A városi filmszínház (Olympic Theatre) 1939 és 2014 között működött.

## Nevezetes személyek
- Bob Drewel, politikus[121]
- Celia M. Hunter, környezetvédő[122]
- Erik Norgard, amerikaifutball-játékos[123]
- John Koster, politikus[124][125]
- Kenneth Boulton, zongorista[126]
- Rick Larsen, politikus[125]

## Fordítás
- Ez a szócikk részben vagy egészben  az   Arlington, Washington című angol Wikipédia-szócikk ezen változatának fordításán alapul.  Az eredeti cikk szerkesztőit annak laptörténete sorolja fel. Ez a jelzés csupán a megfogalmazás eredetét és a szerzői jogokat jelzi, nem szolgál a cikkben szereplő információk forrásmegjelöléseként.